# Psychotria oreadum
Psychotria oreadum är en måreväxtart som beskrevs av Spencer Le Marchant Moore. Psychotria oreadum ingår i släktet Psychotria och familjen måreväxter. Inga underarter finns listade i Catalogue of Life.